# Paul Bresgen
Paul Bresgen (* 6. Juli 1920 in Köln-Ehrenfeld; † 19. Februar 1984) war ein deutscher Politiker (SPD). Er war von 1962 bis 1975 Mitglied des Landtags von Nordrhein-Westfalen.

## Leben
Paul Bresgen besuchte die Volksschule und absolvierte anschließend eine Lehre als Buchdrucker. 1951 wurde Bresgen Vorsitzender des Bezirks Köln der Gewerkschaft IG Druck und Papier sowie Beisitzer des Landesbezirksvorstandes für Nordrhein-Westfalen. Er war Mitglied der großen Tarifkommission Graphisches Gewerbe. Ab 1960 war Bresgen Bezirkssekretär der IG Druck und Papier für die Regierungsbezirke Köln und Aachen.
1956 wurde Bresgen Beisitzer im SPD-Kreisverband Köln. Er war von 1952 bis 1962 Stadtverordneter in Köln. Bei den Landtagswahlen 1962, 1966 und 1970 wurde er jeweils als Direktkandidat der SPD in den Wahlkreisen 18 (Köln-Stadt VI), 16 (Köln-Stadt III) und 19 (Köln-Stadt VI) in den nordrhein-westfälischen Landtag gewählt. Er war Abgeordneter vom 21. Juli 1962 bis zum 27. Mai 1975.